# HD207218
HD207218 — хімічно пекулярна зоря спектрального класу A2, що має видиму зоряну величину в смузі V приблизно  6,5.
Вона  розташована на відстані близько 1299,4 світлових років від Сонця.

## Фізичні характеристики
Зоря HD207218 обертається 
досить швидко 
навколо своєї осі. Проєкція її екваторіальної швидкості на промінь зору становить  Vsin(i)=117км/сек.